# Gran Premi de Bèlgica del 2014
El Gran Premi de Bèlgica de Fórmula 1 de la temporada 2014 s'ha disputat al Circuit de Spa-Francorchamps, del 22 al 24 d'agost del 2014.

## Resultats de la qualificació
| Pos                  | No | Pilot             | Constructor          | Part 1   | Part 2   | Part 3   | Sortida |
| -------------------- | -- | ----------------- | -------------------- | -------- | -------- | -------- | ------- |
| 1                    | 6  | Nico Rosberg      | Mercedes             | 2:07.130 | 2:06.723 | 2:05.591 | 1       |
| 2                    | 44 | Lewis Hamilton    | Mercedes             | 2:07.280 | 2:06.609 | 2:05.819 | 2       |
| 3                    | 1  | Sebastian Vettel  | Red Bull-Renault     | 2:10.105 | 2:08.868 | 2:07.717 | 3       |
| 4                    | 14 | Fernando Alonso   | Ferrari              | 2:10.197 | 2:08.450 | 2:07.786 | 4       |
| 5                    | 3  | Daniel Ricciardo  | Red Bull-Renault     | 2:10.089 | 2:08.989 | 2:07.911 | 5       |
| 6                    | 77 | Valtteri Bottas   | Williams-Mercedes    | 2:09.250 | 2:08.451 | 2:08.049 | 6       |
| 7                    | 20 | Kevin Magnussen   | McLaren-Mercedes     | 2:11.081 | 2:08.901 | 2:08.679 | 7       |
| 8                    | 7  | Kimi Räikkönen    | Ferrari              | 2:09.885 | 2:08.646 | 2:08.780 | 8       |
| 9                    | 19 | Felipe Massa      | Williams-Mercedes    | 2:08.403 | 2:08.833 | 2:09.178 | 9       |
| 10                   | 22 | Jenson Button     | McLaren-Mercedes     | 2:10.529 | 2:09.272 | 2:09.776 | 10      |
| 11                   | 26 | Daniïl Kviat      | Toro Rosso-Renault   | 2:10.445 | 2:09.377 |          | 11      |
| 12                   | 25 | Jean-Éric Vergne  | Toro Rosso-Renault   | 2:09.811 | 2:09.805 |          | 12      |
| 13                   | 11 | Sergio Pérez      | Force India-Mercedes | 2:10.666 | 2:10.084 |          | 13      |
| 14                   | 99 | Adrian Sutil      | Sauber-Ferrari       | 2:11.051 | 2:10.238 |          | 14      |
| 15                   | 8  | Romain Grosjean   | Lotus-Renault        | 2:10.898 | 2:11.087 |          | 15      |
| 16                   | 17 | Jules Bianchi     | Marussia-Ferrari     | 2:11.051 | 2:12.470 |          | 16      |
| 17                   | 13 | Pastor Maldonado  | Lotus-Renault        | 2:11.261 |          |          | 17      |
| 18                   | 27 | Nico Hülkenberg   | Force India-Mercedes | 2:11.267 |          |          | 18      |
| 19                   | 4  | Max Chilton       | Marussia-Ferrari     | 2:12.566 |          |          | 19      |
| 20                   | 21 | Esteban Gutiérrez | Sauber-Ferrari       | 2:13.414 |          |          | 20      |
| 21                   | 45 | André Lotterer    | Caterham-Renault     | 2:13.469 |          |          | 21      |
| 22                   | 9  | Marcus Ericsson   | Caterham-Renault     | 2:14.438 |          |          | 22      |
| 107% temps: 2:16.029 |    |                   |                      |          |          |          |         |
| Font:                |    |                   |                      |          |          |          |         |

## Resultats de la Cursa
| Pos   | No | Pilot             | Constructor          | Voltes | Temps / Retirada   | Pos.Sortida | Punts |
| ----- | -- | ----------------- | -------------------- | ------ | ------------------ | ----------- | ----- |
| 1     | 3  | Daniel Ricciardo  | Red Bull-Renault     | 44     | 1h 24' 36. 556     | 5           | 25    |
| 2     | 6  | Nico Rosberg      | Mercedes             | 44     | + 3.383 s          | 1           | 18    |
| 3     | 77 | Valtteri Bottas   | Williams-Mercedes    | 44     | + 28.032 s         | 6           | 15    |
| 4     | 7  | Kimi Räikkönen    | Ferrari              | 44     | + 36.815 s         | 8           | 12    |
| 5     | 1  | Sebastian Vettel  | Red Bull-Renault     | 44     | + 52.196 s         | 3           | 10    |
| 6     | 22 | Jenson Button     | McLaren-Mercedes     | 44     | + 54.580 s         | 10          | 8     |
| 7     | 14 | Fernando Alonso   | Ferrari              | 44     | + 1:01.162 min.    | 4           | 6     |
| 8     | 11 | Sergio Pérez      | Force India-Mercedes | 44     | + 1:04.293 min.    | 13          | 4     |
| 9     | 26 | Daniïl Kviat      | Toro Rosso-Renault   | 44     | + 1:05.347 min.    | 11          | 2     |
| 10    | 27 | Nico Hülkenberg   | Force India-Mercedes | 44     | + 1:05.697 min.    | 18          | 1     |
| 11    | 25 | Jean-Éric Vergne  | Toro Rosso-Renault   | 44     | + 1:11.920 min.    | 12          |       |
| 121   | 20 | Kevin Magnussen   | McLaren-Mercedes     | 44     | + 1:14.262 min.    | 7           |       |
| 13    | 19 | Felipe Massa      | Williams-Mercedes    | 44     | + 1:15.975 min.    | 9           |       |
| 14    | 99 | Adrian Sutil      | Sauber-Ferrari       | 44     | + 1:22.447 min.    | 14          |       |
| 15    | 21 | Esteban Gutiérrez | Sauber-Ferrari       | 44     | + 1:30.825 min.    | 20          |       |
| 16    | 4  | Max Chilton       | Marussia-Ferrari     | 43     | + 1 Volta          | 19          |       |
| 17    | 9  | Marcus Ericsson   | Caterham-Renault     | 43     | + 1 Volta          | 22          |       |
| 18    | 17 | Jules Bianchi     | Marussia-Ferrari     | 39     | Caixa de canvi     | 16          |       |
| Ret   | 44 | Lewis Hamilton    | Mercedes             | 38     | Col·lisió          | 2           |       |
| Ret   | 8  | Romain Grosjean   | Lotus-Renault        | 33     | Unitat de potència | 15          |       |
| Ret   | 45 | André Lotterer    | Caterham-Renault     | 1      | Prob. elèctrics    | 21          |       |
| Ret   | 13 | Pastor Maldonado  | Lotus-Renault        | 1      | Escapament         | 17          |       |
| Font: |    |                   |                      |        |                    |             |       |

^1  — Kevin Magnussen va ser penalitzat amb 20 segons després d'acabar la cursa (que es van sumar al seu temps) per fer fora de la pista a Fernando Alonso.